# Lèmec
|  | Aquest article tracta sobre el descendent de Caín. Vegeu-ne altres significats a «Lèmec (pare de Noè)». |

Lèmec és, segons el Gènesi el fill de Metuixael, descendent de Caín. Tingué dues dones: la primera, Adà, amb qui engendrà Jabal i Jubal; i la segona Sil·là, amb qui engendrà Tubal-Caín i Naamà.
Segons la tradició jueva, Lèmec va assassinar el seu fill Tubal-Caín després que aquest confessés haver matat Caín (el fill malvat d'Adam) per accident. Aleshores, Jahvè va maleir-lo set vegades més durament que al mateix Caín; a més, la terra va esberlar-se i va engolir el seu pare Metuixael, el seu avi Mehuiael i el seu besavi Irad.